# Rhode Island (kip)
Rhode Island is een kippenras, afkomstig uit de Verenigde Staten, uit de gelijknamige staat. Het ras werd speciaal ontwikkeld voor het leggen van eieren en ze staan nog steeds bekend om hun goede legcapaciteit (ca. 225 lichtbruine eieren per jaar). Het ras bestaat sinds de tweede helft van de 19e eeuw en heeft bijgedragen in de ontwikkeling van andere rassen, in het bijzonder de New Hampshire.
Rhode Islands worden zowel gefokt met een enkele kam als met een rozetkam. De kippen zijn middelgroot en worden ongeveer 3 kg zwaar (hanen 3,8 kg). Het ras komt voor in de kleuren rood en wit. Omdat de rode variant veel algemener is dan de witte, staat het ras ook bekend onder de naam Rhode Island Red.

## Foto's

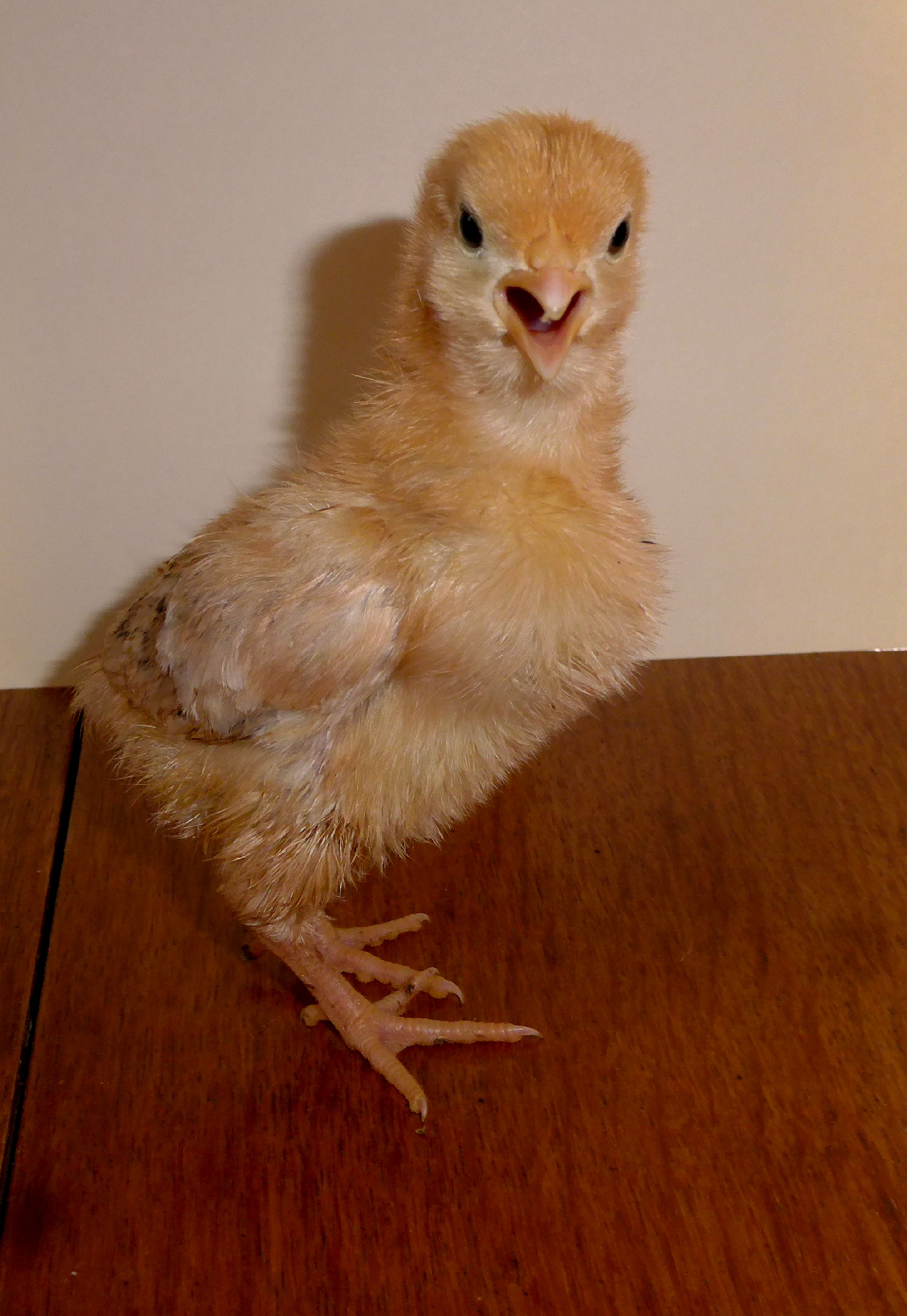
Rhode Island Red, kuiken, 8 dagen
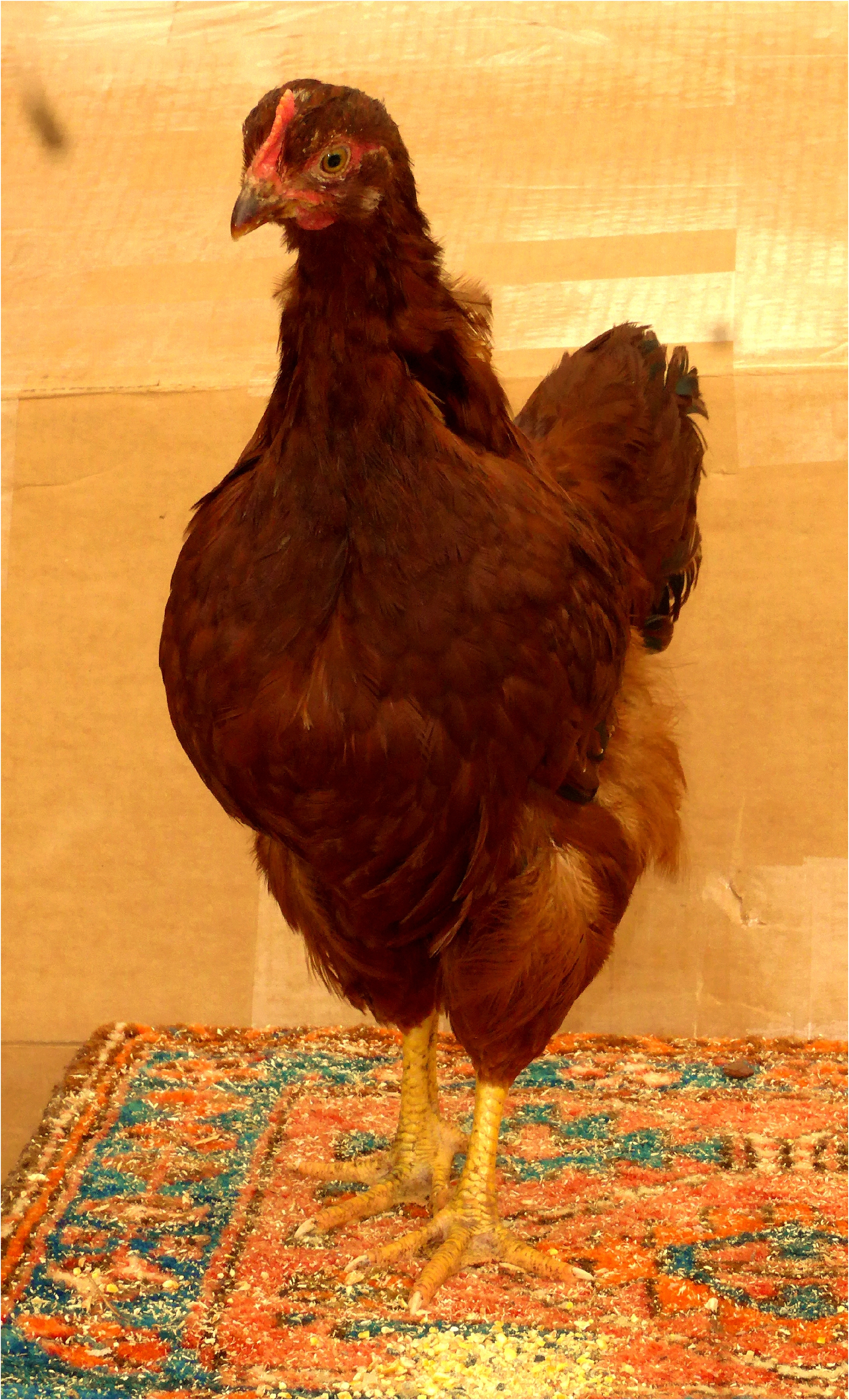
Rhode Island Red, haan, 12 weken
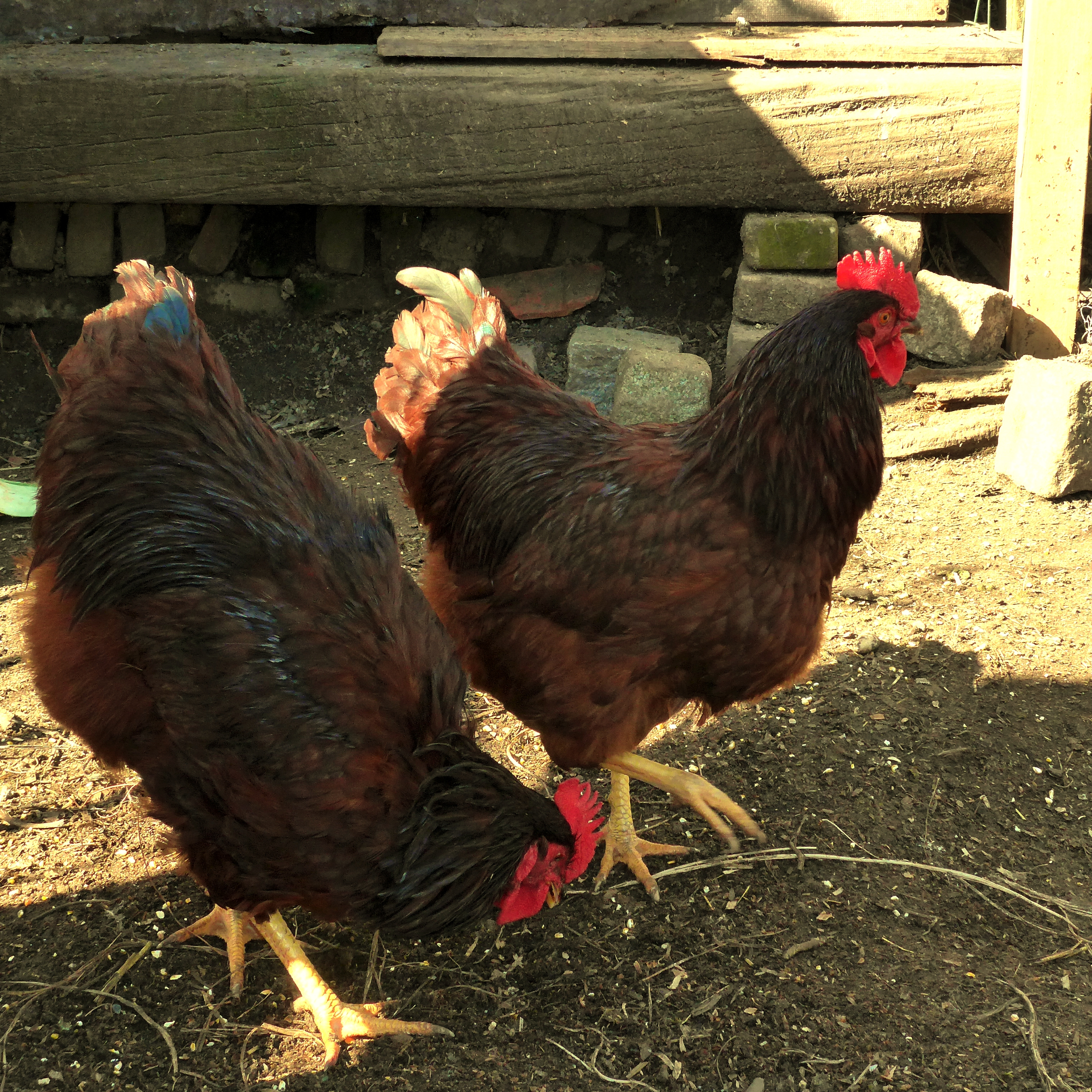
Rhode Island Red, hanen, 26 weken
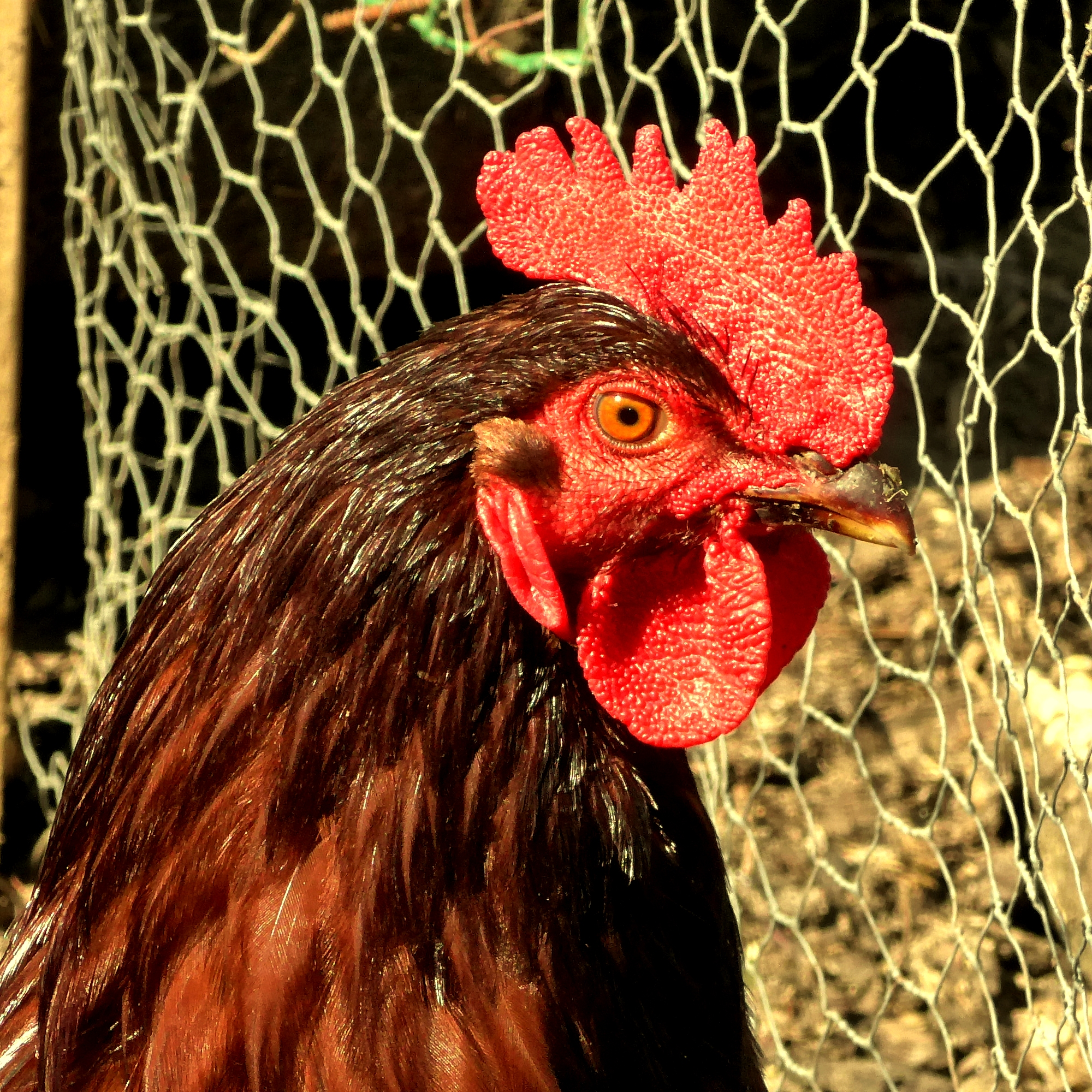
Kop van Rhode Island Red haan